# モーンハイム (シュヴァーベン)
モーンハイム (ドイツ語: Monheim, ドイツ語発音: [ˈmoːnha‿im]) はドイツ連邦共和国バイエルン州シュヴァーベン行政管区のドナウ＝リース郡に属す市で、モーンハイム行政共同体の本部所在地である。

## 地理
モーンハイムはアウクスブルク地方のアルトミュールタール自然公園内に位置する。

### 市の構成
本市は、公式には13の地区 (Ort) からなる。このうち小集落や孤立農場などを除く集落を以下に列記する。
| - フロッツハイム - イッツィング - ケルブルク - クロイト - リーダーベルク - モーンハイム | - レーハウ - リート - ローテンベルク - ヴァルヒング - ヴァイルハイム - ヴィッタースハイム |

## 歴史
モーンハイムは 7 - 8世紀に建設された。870年にこの街のベネディクト会修道院が創設された。モーンハイムが市に昇格したのは1340年、オッティンゲン伯によってであった。この都市は1505年から1777年までバイエルンのヴィッテルスバッハ家一門であるノイブルク＝ズルツバッハ公に属した。宗教改革の時代、1533年にベネディクト修道院は廃止された。モーンハイムには市の行政権限を有する市裁判所が置かれた。バイエルンの行政改革に伴う1818年の市町村令により現在の市政が成立した。モーンハイム地方裁判所管区（1879年以降は区裁判所管区）は、同時にドナウヴェルト行政管区に属す2つの下位組織の一つとして、1919年まで存続した。モーンハイム区裁判所は1957年に廃止され、ドナウヴェルト区裁判所の支所として1959年まで運営された。1972年から1978年のバイエルン州の市町村再編に伴い、以下の町村がモーンハイム市に合併した: フロッツハイム（クロイトとハーゲンブーフを含む）、イッツィング、ケルブルク、レーハウ、リート、ヴァルヒング、ヴァイルハイム（ローテンベルクを含む）、ヴィッタースハイム。
1998年8月18日、ヴァルヒング近郊にドイツ連邦軍のトーネード攻撃機が墜落した。乗組員は射出座席で脱出し無事であった。

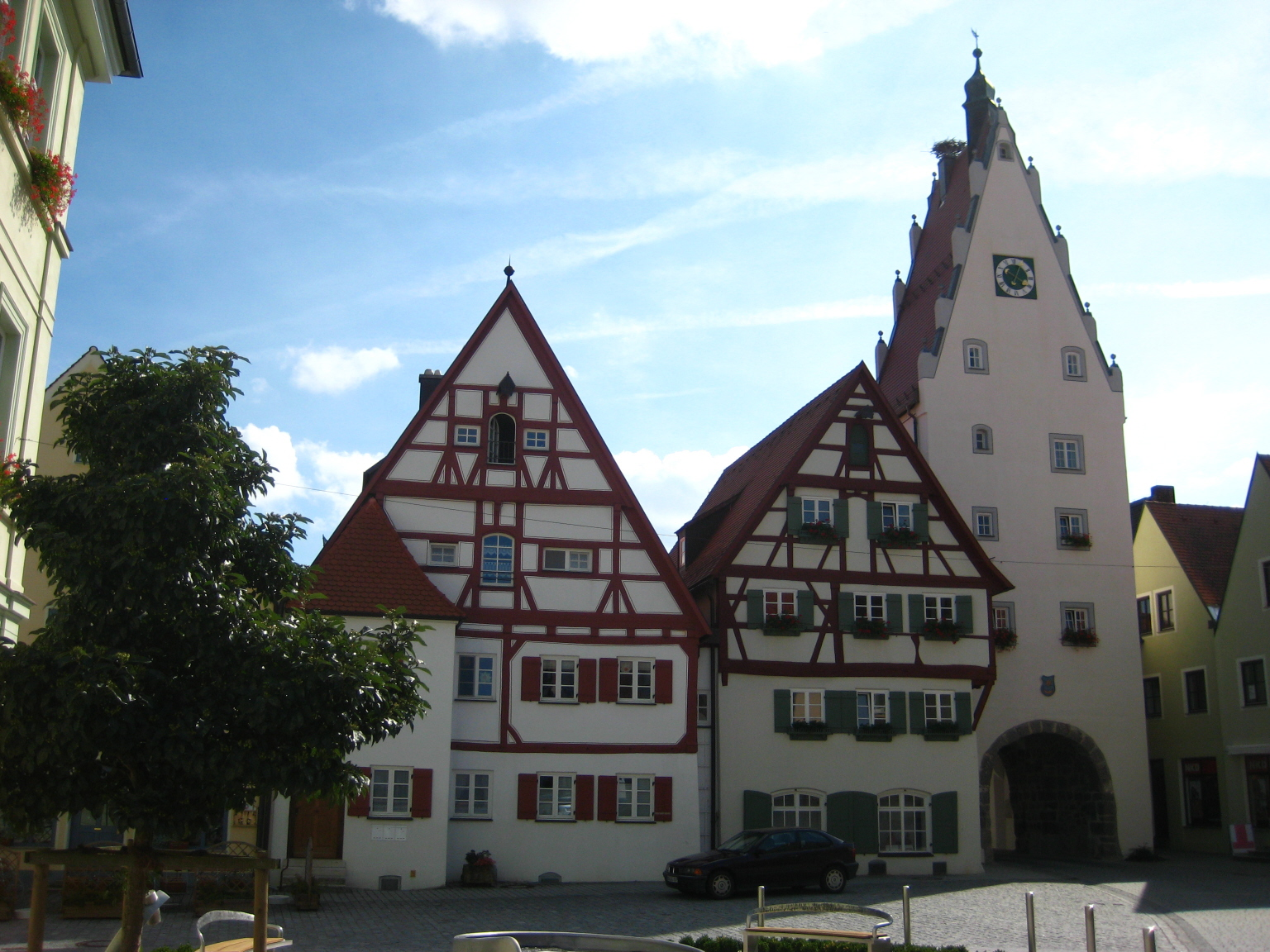
モーンハイムの南門

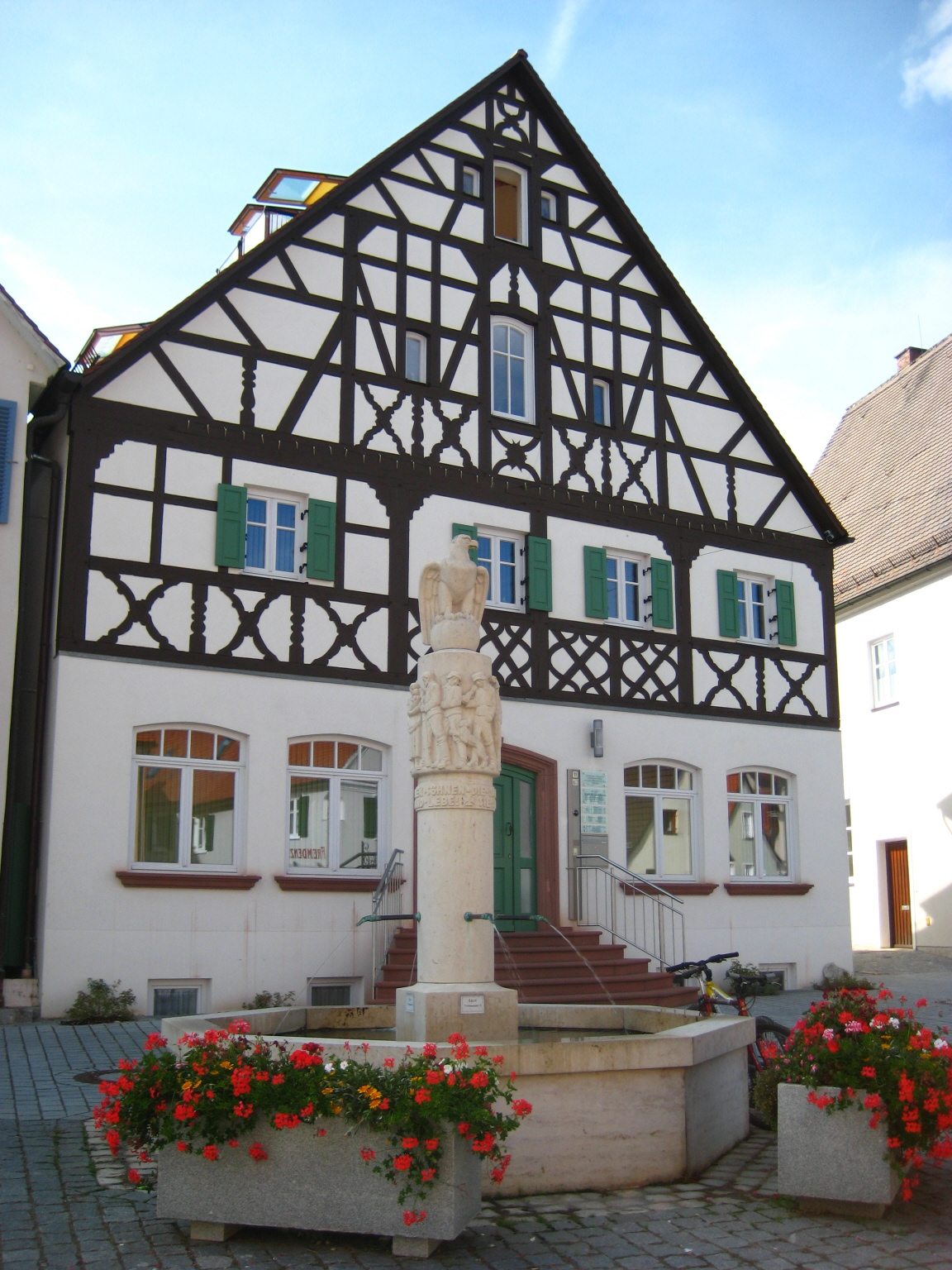
モーンハイム、マルクト広場の泉

### 人口推移
- 1970年 4,207人
- 1987年 4,123人
- 2000年 4,776人
- 2006年 5,032人

地区別の人口は以下の通りである。
- モーンハイム中核地区 3,155人
- フロッツハイム 362人
- ハーゲンブーフ 10人
- イッツイング 253人
- ケルブルク 130人
- クロイト 90人
- リーダーベルク 56人
- レーハウ 254人
- リート 29人
- ローテンベルク 28人
- ヴァルヒング 150人
- ヴァイルハイム 303人
- ヴィッタースハイム 212人

## 行政
市議会は16人の議員で構成される。

### 紋章
青地に横たわる金の三日月、その上に6つの突起がある金の星形。

## 経済と社会資本
- Hama GmbH & Co KG: 写真関連機器製造。1945年からモーンハイムに本社があり、1,200人の従業員を擁する。
- ITC IT-Consulting GmbH: コンピューターシステム開発。

### 農業
2006年末現在、モーンハイムの農耕地は 3,344 haである。

### 交通

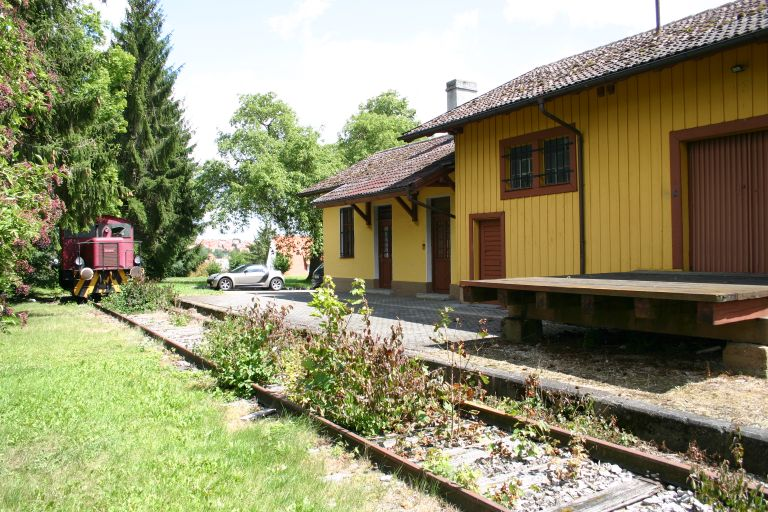
旧モーンハイム駅

モーンハイムは連邦道B2号線沿いに位置する。この市は鉄道フュンフシュテッテン - モーンハイム線に面していたが、1960年5月29日に廃止された。この路線はその後モーンハイム市が購入しバイエルン鉄道博物館の特別運行路線として利用された。しかしやがてこの路線は完全に廃線となり、レールは撤去された。未だにレールが遺るかつての駅舎は、伝書鳩育成協会の事務所となっている。残ったレール上のグマインダーのディーゼル機関車はラインの製糖工場に保存されていたものである。

## 引用
1. ↑  https://www.statistikdaten.bayern.de/genesis/online?operation=result&code=12411-003r&leerzeilen=false&language=de Genesis-Online-Datenbank des Bayerischen Landesamtes für Statistik Tabelle 12411-003r Fortschreibung des Bevölkerungsstandes: Gemeinden, Stichtag (Einwohnerzahlen auf Grundlage des Zensus 2011)
2. ↑  Max Mangold, ed (2005). Duden, Aussprachewörterbuch (6 ed.). Dudenverl. p. 560. ISBN 978-3-411-04066-7
3. ↑  Bayerische Landesbibliothek Online